# Leistungsklasse A 2009/10
Die Saison 2009/2010 der Leistungsklasse A war die 21. Austragung der höchsten Spielklasse im Schweizer Fraueneishockey und zugleich die 24. Schweizer Meisterschaft. Den Titel gewann zum vierten Mal in fünf Jahren der HC Lugano. Die Frauenmannschaft des EHC Visp stieg aus der Leistungsklasse A ab und löste sich anschliessend auf.

## Modus
Der Spielmodus sieht eine Vor- und Zwischenrunden sowie Play-offs (Best-of-Three) und Play-outs vor. Die Vor- und Zwischenrunde bestehen jeweils aus Hin- und Rückrunde mit 10 respektive 8 Spielen je Mannschaft. Vor der Zwischenrunde werden die gesammelten Punkte geteilt, die Mannschaft auf Platz 6 nimmt direkt an den Playouts teil. Nach der Zwischenrunde spielen die Mannschaften auf den Rängen 1–4 in den Play-offs um den Schweizer Meistertitel, während für die Mannschaft auf Platz 5 6 die Saison beendet ist.
In den Play-outs spielt die Mannschaft auf Platz 6 der Vorrunde gegen die vier besten Mannschaften der LKB um den Auf- und Abstieg.
Die Spiele der Leistungsklasse A werden nach der Drei-Punkte-Regel gewertet: Für einen Sieg nach regulärer Spielzeit gibt es drei Punkte, für einen Sieg nach Verlängerung oder Penaltyschiessen zwei Punkte, für eine Niederlage nach Verlängerung oder Penaltyschiessen einen Punkt und für eine Niederlage nach regulärer Spielzeit null Punkte.

## Teilnehmer
Aufgrund der Auflösung der Frauenmannschaft des Küssnachter SC starteten nur sechs Mannschaften in die Saison 2009/10.
| Team             | Trainer            | Spielstätte                          |
| ---------------- | ------------------ | ------------------------------------ |
| HC Lugano        | Beat Eggimann      | Resega, Lugano                       |
| DHC Langenthal   | Hans Brechbühler   | Eishalle Schoren, Langenthal         |
| SC Reinach       | Christoph Schaerer | Eishalle Oberwynental, Reinach       |
| EV Bomo Thun     | Ernst Stucki       | Kunsteisbahn Grabengut, Thun         |
| EHC Visp         | Yvan Brenner       | Litterna-Halle, Visp                 |
| ZSC Lions Frauen | Ernst Meier        | Kunsteisbahn Oerlikon (KEBO), Zürich |

## Hauptrunde

### Qualifikation
Abkürzungen: Sp = Spiele, S = Siege, OTS = Sieg nach Verlängerung o. Penaltyschiessen, N = Niederlagen
| Rang | Verein           | Sp | S  | OTS | OTN | N | Tore  | Punkte |
| ---- | ---------------- | -- | -- | --- | --- | - | ----- | ------ |
| 1.   | ZSC Lions Frauen | 10 | 10 | 0   | 0   | 0 | 90:13 | 30     |
| 2.   | HC Lugano        | 10 | 8  | 0   | 0   | 2 | 53:24 | 24     |
| 3.   | SC Reinach       | 10 | 4  | 1   | 0   | 5 | 44:34 | 14     |
| 4.   | DHC Langenthal   | 10 | 4  | 0   | 1   | 5 | 46:45 | 13     |
| 5.   | EV Bomo Thun     | 10 | 2  | 0   | 0   | 8 | 23:66 | 6      |
| 6.   | EHC Visp         | 10 | 1  | 0   | 0   | 9 | 14:88 | 3      |

### Zwischenrunde
| Rang | Verein         | Sp | S | OTS | OTN | N | Tore  | Punkte |
| ---- | -------------- | -- | - | --- | --- | - | ----- | ------ |
| 1.   | ZSC Lions      | 8  | 7 | 0   | 0   | 1 | 67:19 | 36     |
| 2.   | DHC Langenthal | 8  | 6 | 0   | 1   | 1 | 43:20 | 26     |
| 3.   | HC Lugano      | 8  | 3 | 1   | 0   | 4 | 40:28 | 23     |
| 4.   | SC Reinach     | 8  | 3 | 0   | 0   | 5 | 24:47 | 16     |
| 5.   | EV Bomo Thun   | 8  | 0 | 0   | 0   | 8 | 11:71 | 3      |

### Beste Scorer
Abkürzungen: Sp = Spiele, T = Tore, V = Assists, Pkt = Punkte, SM = Strafminuten; Fett: Bestwert
| Spieler         | Mannschaft     | Sp | T  | V  | Pkt | SM |
| --------------- | -------------- | -- | -- | -- | --- | -- |
| Jaclyn Hawkins  | ZSC Lions      | 18 | 29 | 26 | 55  | 8  |
| Katrin Nabholz  | ZSC Lions      | 17 | 20 | 20 | 40  | 2  |
| Kira Misikowetz | HC Lugano      | 18 | 22 | 16 | 38  | 24 |
| Christine Meier | ZSC Lions      | 16 | 17 | 21 | 38  | 8  |
| Laura Ruhnke    | ZSC Lions      | 15 | 13 | 24 | 37  | 16 |
| Martine Garland | DHC Langenthal | 18 | 18 | 17 | 35  | 8  |
| Susanna Niemelä | ZSC Lions      | 17 | 17 | 18 | 35  | 4  |
| Cyndy Kenyon    | DHC Langenthal | 17 | 15 | 20 | 35  | 26 |
| Nadine Muzerall | HC Lugano      | 18 | 21 | 12 | 33  | 24 |
| Anja Stiefel    | SC Reinach     | 18 | 14 | 10 | 24  | 8  |

## Play-offs
|  | Halbfinale | Halbfinale       | Halbfinale |                  |  | Finale | Finale         | Finale |
|  |            |                  |            |                  |  |        |                |        |
|  |            |                  |            |                  |  |        |                |        |
|  | 1.         | ZSC Lions Frauen | 2          |                  |  |        |                |        |
|  | 4.         | SC Reinach       | 0          |                  |  | 1.     | ZSC Lions      | 0      |
|  |            |                  |            |                  |  | 3.     | HC Lugano      | 2      |
|  |            |                  |            |                  |  |        |                |        |
|  |            |                  |            | Spiel um Platz 3 |  |        |                |        |
|  | 2.         | DHC Langenthal   | 1          |                  |  |        |                |        |
|  | 3.         | HC Lugano        | 2          |                  |  | 2.     | DHC Langenthal | 5      |
|  |            |                  |            |                  |  | 4.     | SC Reinach     | 6      |
|  |            |                  |            |                  |  |        |                |        |

### Halbfinal
DHC Langenthal – HC Lugano
| 7. März 2010 20:15 Uhr | DHC Langenthal | 3:5 (1:2, 1:0, 1:3) Spielbericht | HC Lugano | Eishalle Schoren, Langenthal Zuschauer: 75 |

| 13. März 2010 15:15 Uhr | HC Lugano | 0:4 (0:2, 0:2, 0:0) Spielbericht | DHC Langenthal | Resega, Lugano Zuschauer: 120 |

| 14. März 2010 20:35 Uhr | DHC Langenthal | 2:5 (0:2, 2:3, 0:0) Spielbericht | HC Lugano | Eishalle Schoren, Langenthal Zuschauer: 105 |

ZSC Lions – SC Reinach
| 6. März 2010 20:15 Uhr | ZSC Lions Frauen | 7:2 (2:0, 3:1, 2:1) Spielbericht | SC Reinach | KEBO Oerlikon, Zürich Zuschauer: 60 |

| 13. März 2010 13:30 Uhr | SC Reinach | 2:3 (0:2, 0:0, 2:1) Spielbericht | ZSC Lions Frauen | Eishalle Oberwynental, Reinach Zuschauer: 102 |

### Spiel um Platz 3
| 20. März 2010 17:00 Uhr | DHC Langenthal | 5:6 n. V. (1:5, 1:0, 3:0, 0:1) Spielbericht | SC Reinach | Eishalle Schoren, Langenthal Zuschauer: 67 |

### Final
| 20. März 2010 19:30 Uhr | ZSC Lions Frauen Christine Meier (1:37) Christine Meier (12:48) Katrin Nabholz (44:45) | 3:4 (2:0,0:3,1:1) Spielbericht | HC Lugano Carly Haggard (24:53) Carly Haggard (31:05) Nadine Muzerall (32:01) Nadine Muzerall (52:26) | Kunsteisbahn Küsnacht (KEK), Zürich Zuschauer: 110 |

| 27. März 2010 19:30 Uhr | HC Lugano Carly Haggard (10:08) Nadine Muzerall (39:33) Nadine Muzerall (46:50) | 3:1 (1:0, 1:1, 1:0) Spielbericht Stand: 2:0 | ZSC Lions Frauen Christine Meier (34:52) | Pista Resega, Lugano Zuschauer: 300 |

### Kader des Schweizer Meisters
| Schweizer Meister HC Lugano | Torhüter: Maruska Giovannini, Jessica Müller, Luana Jam Abwehr: Nathalie Buser, Ruth Künzle, Fiona McLeod, Meghan Maguire Angriff: Nicole Bullo, Romy Eggimann, Stephanie Gyseler, Carly Haggard, Bettina Meyer, Kira Misikowetz, Iris Müller, Nadine Muzerall, Evelina Raselli, Alessia Rezzonico, Nicole Schneider, Simona Teggi Trainerstab: Beat Eggimann |

### Beste Scorer
Abkürzungen: Sp = Spiele, T = Tore, V = Assists, Pkt = Punkte, SM = Strafminuten; Fett: Bestwert
| Spieler          | Mannschaft     | Sp | T  | V | Pkt | SM |
| ---------------- | -------------- | -- | -- | - | --- | -- |
| Nadine Muzerall  | HC Lugano      | 5  | 10 | 1 | 11  | 10 |
| Christine Meier  | ZSC Lions      | 4  | 7  | 4 | 11  | 2  |
| Carly Haggard    | HC Lugano      | 4  | 5  | 4 | 9   | 8  |
| Susanna Niemelä  | ZSC Lions      | 4  | 2  | 6 | 8   | 2  |
| Anja Stiefel     | SC Reinach     | 3  | 5  | 2 | 7   | 0  |
| Kira Misikowetz  | HC Lugano      | 5  | 0  | 7 | 7   | 10 |
| Manuela Anwander | DHC Langenthal | 4  | 6  | 0 | 6   | 4  |

## Play-outs
| Rang | Verein                  | Sp | S | OTS | OTN | N | Tore  | Punkte |
| ---- | ----------------------- | -- | - | --- | --- | - | ----- | ------ |
| 1.   | SC Rapperswil-Jona      | 7  | 6 | 0   | 0   | 1 | 32:21 | 18     |
| 2.   | SC Weinfelden           | 8  | 6 | 0   | 0   | 2 | 41:19 | 18     |
| 3.   | EHC Visp                | 7  | 3 | 0   | 0   | 4 | 27:21 | 9      |
| 4.   | HC Université Neuchâtel | 8  | 3 | 0   | 0   | 5 | 22:42 | 9      |
| 5.   | HC Prilly               | 8  | 1 | 0   | 0   | 7 | 18:37 | 3      |

Legende: Nächste Saison LKA, Nächste Saison LKB